# Anhembi (ort)
Anhembi är en ort i Brasilien.   Den ligger i kommunen Anhembi och delstaten São Paulo, i den sydöstra delen av landet, 800 km söder om huvudstaden Brasília. Anhembi ligger 472 meter över havet och antalet invånare är 5 648.
Terrängen runt Anhembi är platt. Runt Anhembi är det mycket glesbefolkat, med 5 invånare per kvadratkilometer..
Omgivningarna runt Anhembi är en mosaik av jordbruksmark och naturlig växtlighet.